# Hamnfestivalen, Enköping
Hamnfestivalen är namnet på stadsfestivalen som hålls i Enköpings hamn sedan 1990-talet. Utöver tivoli, dansbana, och gallerier har även musik framförts, bland annat pop. Som mest har festivalen varit fyra dagar lång.